# Trithemis persephone
Trithemis persephone – gatunek ważki z rodziny ważkowatych (Libellulidae).